# 雉山村
卢村，又名雉山村，是安徽省南部黟县宏村镇的一个村。
卢村于2014年3月7日公布为第六批中国历史文化名村。该村拥有以下文物保护单位：
- 卢村志诚堂，安徽省文物保护单位（编号：6-94）
- 卢村建筑群，安徽省文物保护单位（编号：8-149）